# Davies & Jeggo Motors, Road Race
La Davies & Jeggo Motors, Road Race est une ancienne course cycliste, organisée de 1971 à 1984 à Newport en Angleterre. 
Davies & Jeggo Motors est un concessionnaire automobile situé à Newport.

## Palmarès
| Année | Vainqueur      | Deuxième        | Troisième      |
| ----- | -------------- | --------------- | -------------- |
| 1971  | Albert Hitchen | Colin Lewis     | Reg Smith      |
| 1972  | Sid Barras     | Brian Jolly     | Les West       |
| 1973  | Reg Smith      | Gary Crewe      | Jim Moore      |
| 1974  | Dave Lloyd     | Danny Horton    | Nigel Dean     |
| 1975  | Sid Barras     | Phil Bayton     | Geoff Dutton   |
| 1976  | Sid Barras     | Keith Lambert   | Phil Bayton    |
| 1977  | Keith Lambert  | Bill Nickson    | Geoff Wiles    |
| 1978  | Keith Lambert  | Phil Bayton     | Sid Barras     |
| 1979  | Keith Lambert  | Phil Corley     | Bill Nickson   |
| 1980  | Ian Hallam     | Bill Nickson    | Dudley Hayton  |
| 1981  | Keith Lambert  | Mick Morrison   | Ian Greenhalgh |
| 1982  | Phil Galloway  | Peter Sanders   | Phil Bayton    |
| 1983  | Sid Barras     | Joey McLoughlin | Steve Jones    |
| 1984  | Shane Sutton   | Keith Lambert   | Phil Bayton    |